# Marie Elisabeth av Holstein-Gottorp
Marie Elisabeth av Holstein-Gottorp, född 1634, död 1665, var genom äktenskap lantgrevinna av Hessen-Darmstadt. 
Hon var dotter till Fredrik III av Holstein-Gottorp och Marie Elisabeth av Sachsen. Gift 1650 i Gottorp med Ludvig VI av Hessen-Darmstadt.

## Familj
Barn:
1. Georg
2. Magdalena Sibylla av Hessen-Darmstadt, född 1652, död 1712.
3. Sophie Eleonore
4. Marie Elisabeth, född 1656, död 1715.
5. Auguste Magdalene, född 1657, död 1674.
6. Ludvig VII av Hessen-Darmstadt, född 1658, död 1678.
7. Friedrich, född 1659, död 1676.
8. Sophie Marie, född 1661, död 1712.

Hennes bröllop var den sista gången man utförde den traditionella folkdansen svärdsdans i Hessen. Marie Elisabeths familjeband med Sveriges drottning Hedvig Eleonora gav förevändning för hennes man att upprätthålla en del diplomatiska förbindelser med Sverige. Hon avled i barnsäng. Ludvig ska ha tagit hennes död hårt och författade dikter med anledning av hennes frånfälle.